# Wild Cat
Wild Cat è il primo album in studio del gruppo musicale heavy metal Tygers of Pan Tang, uscito nell'agosto 1980 per la MCA Records.

## Tracce
1. Euthanasia
2. Slave to Freedom
3. Don't Touch Me There
4. Money
5. Killers
6. Fireclown
7. Wild Catz
8. Suzie Smiled
9. Badger Badger
10. Insanity

## Formazione
- Jessie Cox: Voce
- Robb Weir: Chitarra, cori
- Richard "Rocky" Laws: Basso, cori
- Brian Dick: Batteria